# Fimbristylis psammophila
Fimbristylis psammophila är en halvgräsart som beskrevs av Johannes Hendrikus Kern. Fimbristylis psammophila ingår i släktet Fimbristylis och familjen halvgräs. Inga underarter finns listade i Catalogue of Life.